# Lethe (mythologie)

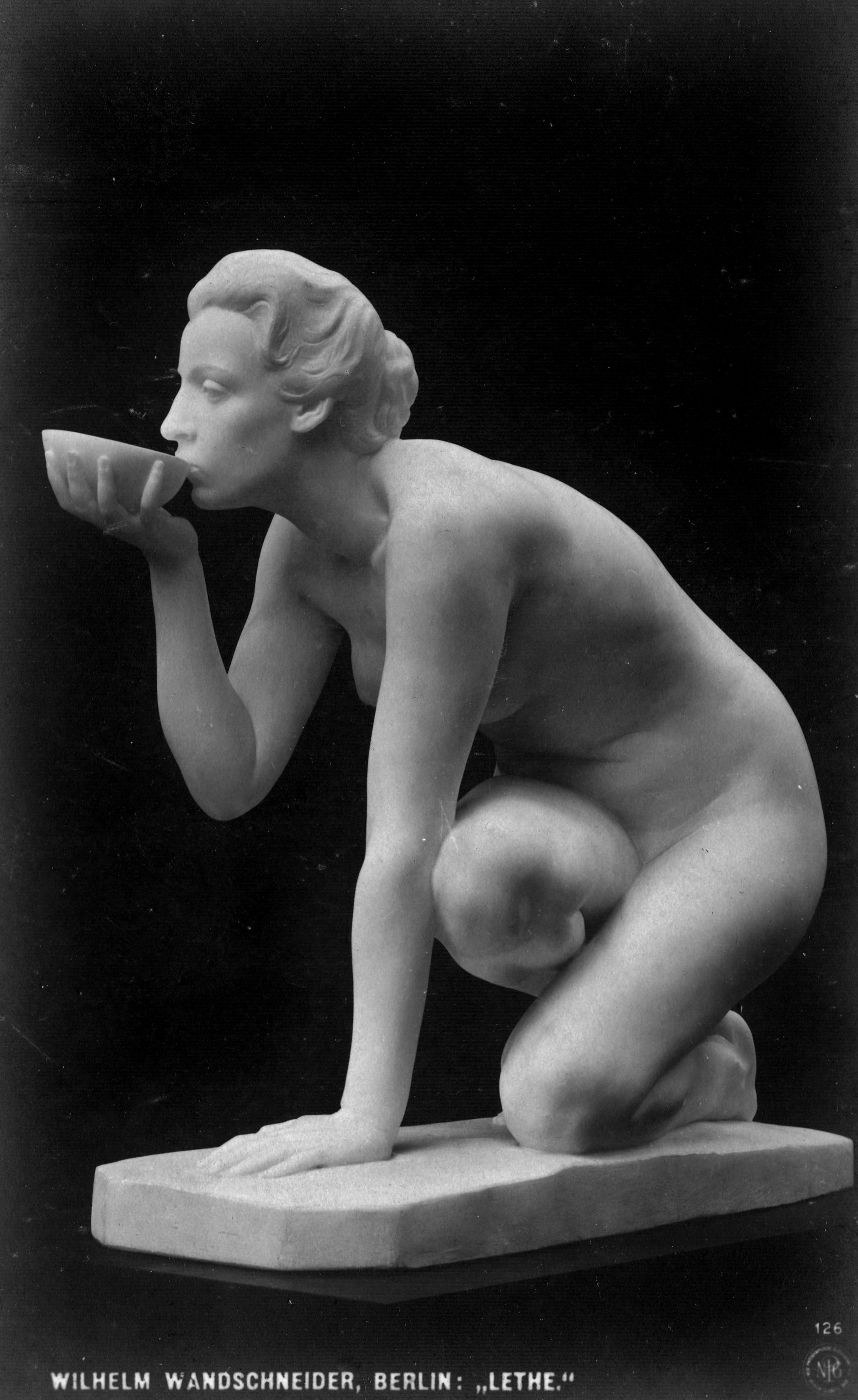
Lethe (drinkend) door Wilhelm Wandschneider

In de Griekse mythologie was Lethe (Gr. lèthè, ληθη, "vergetelheid") de godin van de vergetelheid en een van de vijf rivieren in de onderwereld of het dodenrijk, waaruit de doden drinken om hun aardse leven te vergeten. De Lethe stroomde rond de grot van Hypnos en kronkelde verder door de onderwereld.
In De Republiek van Plato wordt verhaald over de vlakte van Lethe, waardoor de rivier de Ameles (de onverschilligheid) stroomt. In andere filosofieën bestond er naast de Lethe nog een tweede rivier, de Mnemosyne: degene die van die rivier drinkt zal zich juist alles herinneren en alwetend worden. Men kreeg na de dood de keus om te drinken van de Lethe of van de Mnemosyne. Plato: "zij die daarvoor niet beschermd werden door kennis dronken meer dan de maat".
In Dantes Goddelijke komedie is de Lethe een rivier in het aardse paradijs, waaruit de berouwvolle zielen drinken om hun zonden te vergeten, alvorens ten hemel te stijgen. In John Milton's Paradise Lost wordt de Lethe als volgt omschreven: "De stroom van de vergetelheid heeft daar haar waterig labyrint; wie ervan drinkt, vergeet meteen al wat hij is geweest, vergeet vreugde en leed, genot en pijn".
De rivier de Lethe speelt ook een rol in bepaalde klassieke theologische filosofieën. De zielen van overledenen zouden van de rivier de Lethe moeten drinken voor zij opnieuw kunnen incarneren (Italiaans: in carne, "opnieuw in het vlees gaan").
Acheron · Cocytus · Eridanos · Lethe · Mnemosyne · Phlegethon · Styx